# 海洋堂ホビー館四万十
海洋堂ホビー館四万十（かいようどう ホビーかん しまんと）は、高知県高岡郡四万十町打井川（うついがわ）にある株式会社海洋堂の博物館。プラモデル・フィギュアその他の海洋堂が製作する造形物と、その製作の歴史を公開する。険しい山中にあるため「へんぴ（辺鄙）なミュージアム」を自称。管理運営は海洋堂系列の株式会社「奇想天外」。

## 概要
高岡郡四万十町（旧大正町）打井川に縁があった海洋堂の創業者・宮脇修（父親が旧大正町の出身）が、2008年（平成20年）に廃校となった四万十町立打井川小学校の敷地と校舎を改修して株式会社海洋堂の創業からの歴史と製品（フィギュアやジオラマ・グッズなどの造形物）を紹介するミュージアムとしたものである。ジオラマづくり体験などのイベントやミュージアムショップもある。
海洋堂かっぱ館と、宮脇修の父親（指物の大工兼宮司だった）が創建した馬之助神社とを合わせて「海洋堂シマントミュージアムビレッジ」という複合施設として運営されているが、ホビー館四万十へは、予土線打井川駅から四万十川水系の打井川の曲がりくねった谷間の林道を長時間登る必要がある（四万十町コミュニティバス打井川線があるほか、送迎サービスも運行している）。そのため「わざわざいこう!へんぴなミュージアム!」を銘打っている。